# Henricus Johannes Stroband
Henricus Johannes Stroband (Leeuwarden, 26 juli  1914 - Bennekom, 7 oktober 1985) was een Nederlands waterbouwkundige. Hij was de zoon van de handelsreiziger Henricus Leonardus David Stroband en Lucia Francisca Boonstra. Hij werkte na zijn opleiding aan de MTS te Leeuwarden, sinds 1935 onafgebroken bij Rijkswaterstaat in Den Haag. Hij kreeg in 1944 de leiding van de rekenafdeling bij de Studiedienst van de Directie Benedenrivieren onder leiding van ir. Johan van Veen; dit werd later de Waterloopkundige Afdeling van de Deltadienst. Hij ontwikkelde samen met Van Veen een elektrisch analogon voor de simulatie van de getijbeweging in het Nederlandse deltagebied.
Vanaf 1956 was hij tevens wetenschappelijk hoofdambtenaar bij de TH in Delft. Stroband was een uiterst productieve medewerker van de Studiedienst; hij schreef vele tientallen rapporten een publicaties.  

## De Kast van Van Veen
Samen met Van Veen en collega Wemelsfelder verzorgde hij de “kast van Van Veen”,  een verzaking geschriften over de waterhuishouding in het Deltagebied.   Na de pensionering van Van Veen is dit technisch archief verder aangevuld door Stroband en Wemelsfelder. Samen met hen is het archief meegekomen naar de Waterloopkundige Afdeling van de Deltadienst. Dit was een gezamenlijke afdeling van de Directie Waterhuishouding en Waterbeweging en de Deltadienst. Het archief werd na pensionering van Stroband nog regelmatig gebruikt door diverse medewerkers. In 1986 is zowel de Deltadienst als de directie WaWa opgeheven en opgegaan in twee nieuwe diensten, de Dienst Binnenwateren (DBW) en de Dienst Getijdewateren (DGW). De bibliotheek, met daarbij de technische archieven zijn toen opgesplitst in stukken met betrekking tot de zoute wateren (die gingen naar de DGW) en stukken met betrekking tot de zoete wateren (die gingen naar de DBW, vestiging Dordrecht). Het is niet precies bekend of ook "De Kast van Van Veen" toen ook opgedeeld is. Bovendien is er toen, en in de jaren direct daarna veel weggegooid uit de bibliotheken. Bij de hogere leiding van RWS leefde de gedachten dat die oude stukken geen meerwaarde meer hadden. In diezelfde periode is het technisch archief van de Adviesdienst Hoorn (onderdeel van WaWa) en van de Meetdienst Hellevoetsluis (onderdeel van de Deltadienst) ook "gesaneerd". Een aantal medewerkers heeft toen nog de nodige rapporten uit oud-papier containers gehaald en zelf bewaard.  
In de laatste jaren van het bestaan van de de Deltadienst heeft de kast, samen met en deel het technisch archief van de Meetdienst Hellevoetsluis, in de kelder van het toenmalige kantoor aan de Van Alkemadelaan gestaan. Na opheffing van deze diensten zijn de archieven verhuisd naar het DGW kantoor aan de Koningskade. Volgens sommige ex-waterstaters is toen echter ook een deel naar de Directie Zuid-Holland of naar kantoor Dordrecht van de DBW gegaan. Het deel dat naar DGW is gegaan is later (toen de naam inmiddels veranderd was is Rijksinstituut voor Kust en Zee, RIKZ) overgedragen aan het Nationaal Archief. Het archief bevat 501 archiefstukken. De inhoud van De Kast van Van Veen is digitaal toegankelijk via de site van de stichting Blauwe Lijn.

## Publicaties van ing. Stroband
Alle publicaties zijn ter inzage in het archief Van Veen-Stroband bij het Nationaal Archief. Van een groot deel is het verzamelrapport een samenvatting opgenomen. Die individuele samenvattingen zijn via de Stichting Blauwe Lijn te downloaden, zie hieronder.
| datum | titel | bron                                                  |
| 1940  | Afvoermetingen in de Brielse Maas en Botlek op 28-4-1939 en 6-6-1939 | BER061 (samenvatting)                                 |
| 1940  | Berekening van het peil, tot hetwelk de boezem in geval van oorlog in een laag getij kan worden opgezet |                                                       |
| 1941  | Statistisch onderzoek en kansberekening voor stormvloeden en HW-standen, gecombineerd met standen te Keulen | BER072 (samenvatting)                                 |
| 1941  | De betrouwbaarheid van frequentiekarakteristieken | BER073 (samenvatting)                                 |
| 1941  | Wetmatigheden in het optreden van max. standen aan de peilschalen langs de bovenrivieren en in de afvoer van de Rijn te Lobith | BER076 (samenvatting)                                 |
| 1941  | Metingen "Ambulant" op de tussenwateren | BER077 (samenvatting)                                 |
| 1942  | Inpolderingen Biesbosch: berekeningen Amer-Bergsche Maas-Maas |                                                       |
| 1943  | Statistisch onderzoek van de HW-standen te Harlingen en Den Helder voor en na de afsluiting van de Zuiderzee | BER121 (samenvatting)                                 |
| 1943  | Golfoploop model M11 | archief van Veen-Stroband                             |
| 1943  | Stormvloedsberekening met de sinusoïdale methode | archief van Veen-Stroband                             |
| 1943  | Stormvloedsberekening volgens de exacte metode | archief van Veen-Stroband                             |
| 1944  | Statistisch onderzoek afvoer Lobith | BER076a (samenvatting)                                |
| 1944  | Frequenties van HW-standen langs de Maas-Amer beneden Lith |                                                       |
| 1945  | De voortplanting van het getij bepaald met behulp van de electrotechniek : 1e stuk | Nota Studiedienst BER                                 |
| 1946  | Verzamelnota, getijberekeningen t.b.v. het Vijfeilandenplan | BER163 (samenvatting)                                 |
| 1946  | Berekeningen van de gemiddelde bestaande toestand | BER164 (samenvatting)                                 |
| 1946  | Een bijdrage tot de kennis der getijbeweging op de benedenrivieren en zeearmen | BER166 (samenvatting)                                 |
| 1946  | Overzicht van de waterkeringen van het eiland Goeree-Overflakkee | BER167 (samenvatting)                                 |
| 1946  | Overzicht van de Zeeuwse hoofdwaterkeringen | BER171 (samenvatting)                                 |
| 1946  | Overzicht van de waterkeeringen van het eiland Goedereede-Overflakkee | Nationaal Archief, collectie Van Veen-Stroband,nr 346 |
| 1947  | Viereilandenplan met stuwen in Lek, Amer en versmald Hollandsch Diep | BER181 (samenvatting)                                 |
| 1947  | De voortplanting van het getij bepaald met de electr-techniek (2e deel) | BER188 (samenvatting)                                 |
| 1948  | Zandgehalteverticaal bij stationaire stromen onder eenwichtsvoorwaarden | BER206 (samenvatting)                                 |
| 1948  | Onderzoek zoutgehalte boezemwater Brielse Maas na afsluiting | BER198 ((samenvatting)                                |
| 1948  | Berekening van het peil tot hetwelk de Brielse Maasboezem ingeval van oorlog in een laag peil kan worden opgezet (aanvulling van R80)                                                                                                   | BER207 (samenvatting)                                 |
| 1950  | Superstormvloedberekening voor het rivier vak Mond der Donge-Lith | BER228 (samenvatting)                                 |
| 1950  | Nota betreffende afsluiting der Benedenrivieren met stuw in het Hollands Diep | BER229 (samenvatting)                                 |
| 1950  | Veranderingen in de normale vertikale en horizontale getijbeweging na afdamming Botlek, Brielse Maas, afsluiting Hollandse IJssel, inpoldering Biesbosch en watervrijmaking Brabantse Oever, (volgens modelonderzoek M284, Delft)       | BER226 (samenvatting)                                 |
| 1950  | Verandering in de SV-hoogen na afdamming Botlek, Brielse Maas, afsluiting Hollandse IJssel, inpoldering Biesbosch en watervrijmaking Brabantse Oever, met en zonder SV vrije dijk langs N. Merwede (volgens modelonderzoek M284, Delft) | BER227 (samenvatting)                                 |
| 1951  | Overzicht van de gemeten 300 mg Cl/L grenzen ten tijde van H.W. en L.W. kenteringen op de Nieuwe Maas | BER254 (samenvatting)                                 |
| 1951  | Uitkomsten chloormetingen Maasoord, Kralingse Veer, Zuidland, Oud Beijerland, id. Waterleiding, Willemstad, Hoek van Holland, Schiedam, over 1950,                                                                                      | BER265 (samenvatting)                                 |
| 1951  | Uitkomsten chloor-gehalte metingen Numansdorp, Willemstad, Kralingse Veer, Nieuwe Sluis, Goidschalxoord - Maasoord, Maasoord, Strijensas, Zuidland, Nieuwe Sluis en Oostdijkbrug, 's-Gravendeel (1941-1948)                             | BER267 (samenvatting)                                 |
| 1951  | Uitkomsten chloormetingen Nieuwesluis, Strijensas, Kralingse Veer, Willemstad, Zuidland, Nieuwesluis en Oostdijkbrug, Hoek van Holland Oud Beijerland, 's-Gravendeel, Schiedam in 1949                                                  | BER266 (samenvatting)                                 |
| 1951  | De Bernisse als waterdoorvoering van de Spui-boezem naar de Boezem van de Brielse Maas | BER257 (samenvatting)                                 |
| 1951  | Bepaling afmetingen uitwateringssluis bij benedenmond Spui | BER258 (samenvatting)                                 |
| 1952  | Afvoerverdeling van de Bovenrijn | BER305 (samenvatting)                                 |
| 1952  | De invloed van de afdamming van het Spui in de beneden- en bovenmond op de gemiddelde getijbeweging | BER279 (samenvatting)                                 |
| 1952  | De ligging van de 300 mg Cl/l -grenzen t.t.v. HW en LW kensteringen op de Oude Maas-Botlek-Brielse Maas en het Spui voor de afsluiting van de Botlek op 20-6-1952                                                                       | BER285 (samenvatting)                                 |
| 1952  | De uitkomsten van de CL-gehalte metingen verricht door de Studiedienst der directie benedenrivieren op vaste meetplaatsen in het jaar 1951                                                                                              | BER290 (samenvatting)                                 |
| 1952  | De ligging van de 300 mg Cl/l grenzen t.t.v. HW- en LW kenteringen op de Nieuwe Merwede, Kil, Amer, Bergse Maas, N. en Z. Hollandsch Diep, Vuile Gat, Haringvliet, Hellegat, Vokerak en Kramer (30/7/1947 tot 21/12/1950)               | BER300 (samenvatting)                                 |
| 1952  | Drijfijs op rivieren | BER301 (samenvatting)                                 |
| 1953  | Nota betreffende stuw X in het Hollands Diep met open en gesloten Oude Maas | Nota voor de Deltacommissie                           |
| 1954  | De afmetingen van de sluizen in de mond van de Oosterschelde ten behoeve van de schelpdierkwekerijen indien de verticale getijbeweging bij Ierseke en omgeving tot de helft wordt gereduceerd                                           | rapport Deltadienst                                   |
| 1955  | De ontzilting van het Haringvliet bij voltooid Deltaplan | Rapport no. (DDWT-BEN-1955.)8                         |
| 1963  | Een grafische methode voor het berekenen van de stroomsnelheden in een sluitgat | Rapport Waterloopkundige afdeling, nr W611            |
| 1963  | Getijberekening in een doodlopend kanaal waarin een sluitgat, vereenvoudigde berekening voor het M2 getij | Nota Waterloopkundige afdeling W611b                  |